# Rakitec
Rakitec (macedónul: Ракитец) település Észak-Macedóniában, a Délkeleti körzetben, a Koncsei járásban.

## Népesség
| Lakosok száma | 295  | 392  | 421  | 468  | 506  | 522  | 527  | 519  | 355  |
|               | 1948 | 1953 | 1961 | 1971 | 1981 | 1991 | 1994 | 2002 | 2021 |

- 2002-ben 519 lakosa volt, akik mindannyian macedónok.